# Міністр оборони Польщі
Міністр національної оборони Польщі — посада в раді міністрів Польщі відповідального за збройні сили.

## Міністри
Друга польська республіка
- бригадний генерал Едвард Ридз-Сміглий (1918)
- (діючий) генерал-майор Ян Врочинський[pl] (1918–1919)
- генерал-майор Юзеф Лесневський[pl] (1919–1920)
- генерал-майор Казімеж Соснковський (1921–1923)
- (діючий) генерал-майор Олександр Осінський[pl] (1923)
- генерал-майор Владислав Сікорський (1924–1925)
- генерал-лейтенант Люціан Желіговський (1925–1926)
- генерал-майор Юліуш Тадеуш Тарнава-Мальчевський[pl] (1926)
- Маршал Польщі Юзеф Пілсудський (1926–1935)
- генерал-майор Тадеуш Каспшицький[en] (1935–1939)

Уряд Польщі у вигнанні
- генерал-лейтенант Владислав Сікорський (1939–1942)
- генерал-майор Мар'ян Кукель (1942–1944)

Республіка Польща / Польська Народна Республіка
- Маршал Польщі Міхал Роля-Жимерський[en] (1945–1949)
- Маршал Польщі/Маршал Радянського Союзу Костянтин Рокоссовський (1949–1956)
- Маршал Польщі Мар'ян Спихальський (1956–1968)
- генерал армії Войцех Ярузельський (1968–1983)

Прапор міністра національної оборони

- генерал армії Флоріан Сівіцький  (1983–1989)

Третя польська республіка
- генерал армії Флоріан Сівіцький  (1989–1990)
- віцеадмірал Пьотр Колодзейчик[en] (1990–1991)
- Ян Парис[en] (23 грудня 1991 – 1992)
- (діючий) Ромуальд Шеремєтьєв[en] (1992)
- Януш Онишкевич (1992–1993)
- Пьотр Колодзейчик[en] (1993–1994)
- (діючий)  Єжи Мілевський (1994–1995)
- Збігнєв Оконський[en] (1995)
- Станіслав Добжанський[pl] (1996–1997)
- Януш Онишкевич (1997–2000)
- Броніслав Коморовський (2000–2001)
- Єжи Шмайдзінський (19 жовтня, 2001 – 31 жовтня 2005)
- Радослав Сікорський (31 жовтня 2005 – 7 лютого 2007)
- Александер Щиґло (7 лютого 2007 – 16 листопада 2007 за винятком 7–9 жовтня 2007 р)
- Ярослав Качинський (7–9 жовтня 2007 як прем'єр-міністр і міністр НД)
- Богдан Кліх (16 листопада 2007 – 29 липня 2011)
- Томаш Семоняк (2 серпня 2011 – 12 листопада 2015)
- Антоній Мацеревич (16 листопада 2015 – 9 січня 2018)
- Маріуш Блащак (9 січня 2018 – по теперішній час)